# Такие, как мы
«Такие, как мы» (англ. The Likes Of Us) — мюзикл Эндрю Ллойда Уэббера и Тима Райса о Томасе Джоне Барнардо — известном филантропе, основателе приютов для детей-сирот. За всю жизнь около 60000 детей были взяты под его опеку и приучены к самостоятельности.

## История создания
Мюзикл, написанный в 1965 году, был первой совместной работой  Эндрю Ллойда Уэббера и Тима Райса. Авторы считали его неудачным, из-за чего мюзикл долгое время не ставился. Премьерный показ прошёл только 9 июля 2005 года на Сидмонтонском Фестивале, где мюзикл получил хорошие отзывы.

## Сюжет

### Акт I
В Эдинбургском замке — питейном заведении в Ист-Энде, местная девушка — Роуз, которая в очень близких отношениях с мужской клиентурой поёт о своих «подвигах» («Twice in Love Every Day»). 
Интеллектуал, студент-медик Барнардо, собирающийся ехать в Китай, приходит в замок и пытается торговать Библиями. Но кокни, выбирая между религией и алкоголем выбрали последнее. Хотя Барнардо чувствует себя неуютно в замке, он всё-таки наивно делится с окружающими своей давней мечтой: закрыть все кабаки («A very busy man»). Кокни это не нравится и, в результате, Барнардо выгоняют из замка, как и Сири Элмсли, которая пыталась собрать деньги для благотворительности. Возле Эдинбургского замка Джонни Фарфингей — сын хозяйки, убеждает свою возлюбленную Дженни, что хотя он не покупает ей дорогих подарков, их любовь — это всё, что им нужно. Циничная Дженни соглашается с любимым («Love Is Here»). 
Барнардо рассуждает о своих дальнейших жизненных планах («A Strange and Lovely Song»). Он бродит по улицам Лондона и встречает двух бездомных детей, которые приводят его на крышу, где они живут и поют Барнардо о жизни Лондонской бедноты («The Likes of Us»). Барнардо ужасают условия, в которых живут дети. Он решает, что его собственная страна нуждается в нём больше, чем Китай и решает остаться в Лондоне и помогать бедным детям («How Am I to know»). К несчастью, его усилия только возмущают кокни, которые считают, что он вмешивается в их дела («We’ll Get Him»). Сири, услышавшая о доблестных попытках Барнардо, предлагает ему попросить помощи у премьер-министра. Она всячески радуется по поводу их возможного совместного будущего («This Is My Time»). 
Барнардо и Сири приглашаются на ужин на Даунинг-стрит, где присутствующие там политики считают себя настоящими патриотами и верят, что в Англии всё хорошо («Lion-Hearted Land»). Возмущённый Барнардо в открытую заявляет, что жизнь в Лондоне — не сахар. Однако, Лорд Шафтесбурай — сторонник обездолленных, сомневается в этом. Барнардо приводит его на крышу, где живут дети. Шокированный тем, что он увидел, Лорд Шафтесбурай обещает Барнардо свою поддержку. Кокни это ещё больше злит («We’ll Get Him» (Reprise)). Любовь Джонни и Дженни начинает угасать («Love Is Here» (Reprise)). Барнардо понимает, что выбранный им путь требует много сил и большой ответственности («A Man on His Own»).

### Акт II
Прошло время. Дела Барнардо начали улучшаться. Он открыл свой первый приют, где вместе с Сири занимается детьми («You Can Never Make It Alone»). Внезапно на Барнардо подали в суд за мошенничество, и, неожиданно, в приюте умер один из воспитанников. Жители Ист-Энда устроили демонстрацию против Барнардо («Hold A March»). К этому времени, Сири и Барнардо уже полюбили друг друга и верили, что смогут противостоять всем бедам («Will This Last Forever?»). Из-за разногласий Джонни бросает Дженни, и Сири пытается утешить её («You Won’t Care About Him Anymore»). 
Барнардо выигрывает дело в суде и получает деньги за моральный ущерб. Внезапно на аукцион выставляется Эдинбургский замок, и Барнардо решает во что бы то ни стало купить его, чтобы исполнить свою мечту об уничтожении злачных мест, и превратить здание в приют для детей. Он покупает Эдинбургский замок (Going, Going, Gone!). Барнардо и Сири поженились. Дети в честь свадьбы разыгрывают небольшой спектакль, где мальчик и девочка изображали из себя влюблённую пару («Man Of The World»). Свадьбу празднуют в Эдинбургском замке, который Барнардо из кабака превратил в тихое, спокойное кафе, где наливают только чай и кофе («Have Another Cup Of Tea»). Барнардо и Сири счастливы, они обсуждают своё будущее и дальнейшую жизнь своих воспитанников в Эдинбургском замке («Strange And Lovely Song» (Reprise)). Шоу заканчивается вместе с Барнардо и Сири, которые укладывают детей спать («The Likes Of Us» (Reprise)).

## Персонажи
- Барнардо — студент-медик, занимающийся благотворительностью; основал приют для сирот в Эдинбургском замке.
- Сири — евангелистка, влюблённая в Барнардо.
- Джонни Фарфингей — сын хозяйки Эдинбургского замка.
- Дженни — возлюбленная Джонни.
- Роуз — лидер лондонских кокни.
- Лорд Шафтесбурай — верный сторонник Барнардо.
- Аукционист
- Рассказчик

## Музыкальные номера
| Акт I - Overture - Twice In Love Every Day — Роуз и хор - I’m A Very Busy Man — Барнардо - Love is Here — Джонни и Дженни - Strange and Lovely Song — Барнардо - The Likes of Us — дети - How Am I To Know — Барнардо - We’ll Get Him — Роуз и хор - This Is My Time — Сири - Lion-Hearted Land — премьер-министр и хор - We’ll Get Him (Reprise) — Роуз и хор - Love is Here (Reprise) — Джонни и Дженни - A Man on His Own — Барнардо и хор | Акт II - Entr’acte - You Can Never Make It Alone — Сири и дети - Hold A March — Роуз и хор - Will This Last Forever? — Барнардо - You Won’t Care About Him Anymore — Сири и Дженни - Going, Going, Gone! — аукционист и хор - Man of the World — дети - Have Another Cup of Tea — хор - Strange and Lovely Song (Reprise) — Барнардо и Сири - The Likes of Us (Reprise) — дети |

## Интересные факты
- На премьерном показе в 2005 году роль аукциониста исполнил Тим Райс.